# Strade Bianche féminines 2016
La 2e édition des Strade Bianche féminines a eu lieu le 5 mars 2016. C'est la première épreuve de l'UCI World Tour féminin qui vient d'être créé.

## Parcours

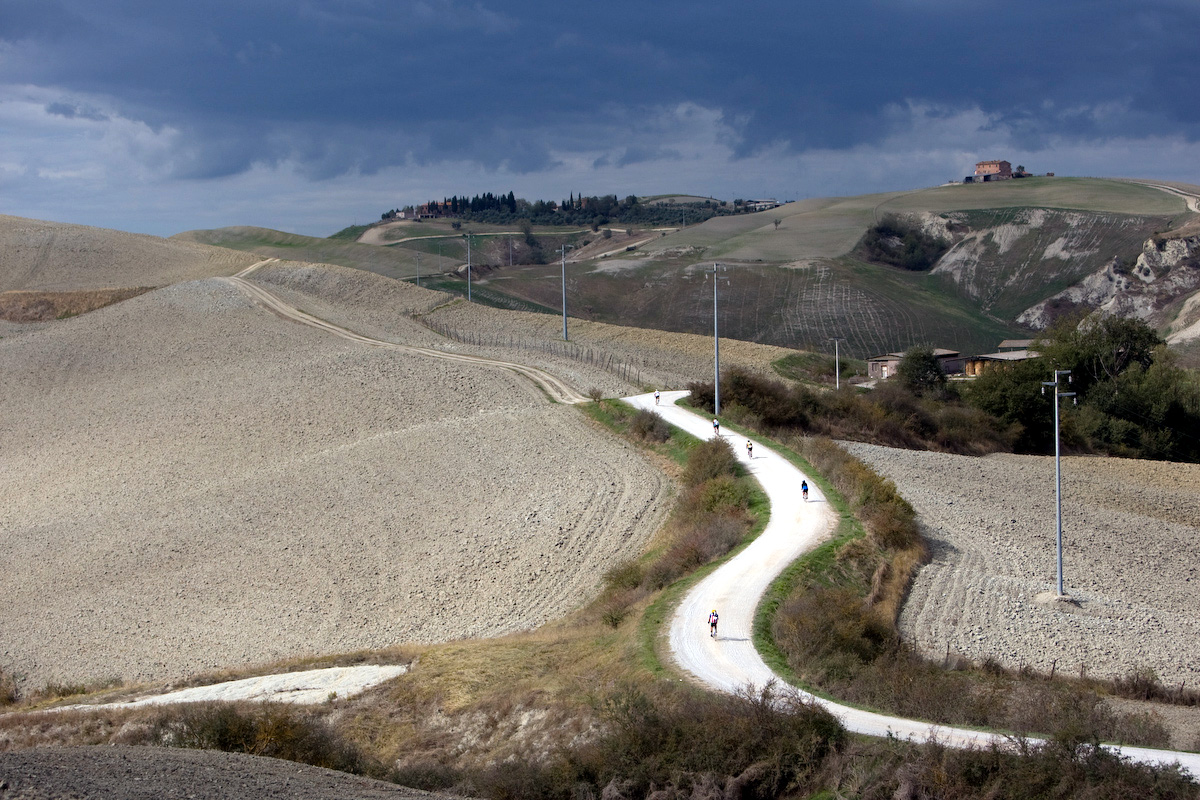
L'une des strade bianche.

La course commence et se termine à Sienne, dans le site du patrimoine mondial de l'UNESCO, marquant un changement par rapport à l'édition précédente, qui commençait à San Gimignano. La distance du parcours est portée à 121 kilomètres, tracée entièrement dans le sud de la province de Sienne en Toscane. La course est particulièrement connue pour ses routes blanches en gravier (strade bianche ou sterrati).
La course se déroule sur le terrain accidenté de la région rurale du Chianti et comprend sept secteurs de chemin en gravier pour un total de 22,4 km. Le premier secteur se trouve seulement 11 km après le départ. Six secteurs sont communs avec les hommes, celui de Guistrigona apparait seulement sur la course féminine. Le secteurs le plus long et le plus difficiles est celui de Lucignano (9,5 km). Le dernier tronçon de strade bianche est à 12 km de l'arrivée à Sienne,. la course se termine sur la célèbre Piazza del Campo de Sienne, après une montée étroite et pavée sur la Via Santa Caterina au cœur de la cité médiévale, avec des passages escarpés atteignant jusqu'à 16 % de pente maximale,.
Sept strade bianche sont au programme de cette édition :
| Secteur | Nom                   | Position                         | Longueur | Difficulté |
| ------- | --------------------- | -------------------------------- | -------- | ---------- |
| 1       | Vidritta              | entre le km 11,1 et le km 13,1   | 2 100 m  | 01         |
| 2       | Commune di Murlo      | entre le km 39,8 et le km 45,8   | 5 500 m  | 01         |
| 3       | San Martino in Grania | entre le km 59,7 et le km 69,2   | 9 500 m  | 03         |
| 4       | Guistrigona           | entre le km 85,7 et le km 86,7   | 1 000 m  | 01         |
| 5       | Monteaperti           | entre le km 97,3 et le km 98,1   | 800 m    | 01         |
| 6       | Colle Pinzuto         | entre le km 102,9 et le km 105,3 | 2 400 m  | 04         |
| 7       | Le Tolfe              | entre le km 107,8 et le km 108,9 | 1 100 m  | 03         |

## Équipes
Vingt-trois équipes UCI sont au départ.
| Équipes UCI             | Équipes UCI | Équipes UCI |
| Nom de l'équipe         | Pays        | Code        |
| ----------------------- | ----------- | ----------- |
| Alé Cipollini           |             | ALE         |
| Aromitalia Vaiano       |             | VAI         |
| Astana Women's          | Kazakhstan  | ASA         |
| Bepink                  |             | BPK         |
| Boels Dolmans           |             | DLT         |
| BTC City Ljubljana      |             | BTC         |
| Canyon-SRAM Racing      |             | LPR         |
| Cervélo Bigla           |             | CBT         |
| Cylance                 |             | CPC         |
| Hitec Products          |             | HPU         |
| Inpa Bianchi            |             | ISG         |
| Lensworld-Zannata-Etixx |             | LZE         |

| Équipes UCI                     | Équipes UCI | Équipes UCI |
| Nom de l'équipe                 | Pays        | Code        |
| ------------------------------- | ----------- | ----------- |
| Liv-Plantur                     | Pays-Bas    | TLP         |
| Lotto Soudal                    |             | LBL         |
| Orica-AIS                       |             | OGE         |
| Parkhotel Valkenburg            |             | PHV         |
| Poitou Charentes Futuroscope 86 |             | FUT         |
| Rabo Liv Women                  |             | RBW         |
| SC Michela Fanini Rox           |             | MIC         |
| Servetto Footon                 |             | SEF         |
| Tibco-SVB                       |             | TIB         |
| Top Girls Fassa Bortolo         |             | TOG         |
| Wiggle High5                    |             | WHT         |

## Récit de la course
Dans le troisième chemin de terre, Nikki Harris place une attaque. Une sélection s'opère dans le peloton. À quarante kilomètres de l'arrivée, la Britannique compte trente secondes d'avance sur Lucinda Brand et cinquante-trois secondes sur un groupe de huit poursuivantes. Le peloton se reforme quelque peu par la suite. À une trentaine de kilomètres de l'arrivée, Anna van der Breggen puis Katarzyna Niewiadoma, toutes deux de la formation Rabo Liv, attaquent tour à tour. Lizzie Armitstead suit les deux accélérations, la dernière s'avérant décisive. Emma Johansson rejoint les deux coureuses. La victoire se joue dans l'ascension finale dans les rues de Sienne. La Britannique se montre la plus rapide et prend donc la tête de l'UCI World Tour féminin. Katarzyna Niewiadoma est deuxième, Emma Johansson troisième. Lizzie Armitstead est donc la dernière athlète à avoir endossée le maillot de leader de la Coupe du monde et la première à mener la nouvelle compétition.

## Classements

### Classement final
| \| Classement général \| Classement général \| Classement général \| Classement général \| Classement général \| \| Coureuse \| Coureuse \| Pays \| Équipe \| Temps \| \| ------------------ \| -------------------- \| ------------------ \| ------------------- \| ------------------ \| \| 1re \| Lizzie Armitstead \| Royaume-Uni \| Boels Dolmans \| 3 h 30 min 13 s \| \| 2e \| Katarzyna Niewiadoma \| Pologne \| Rabo Liv Women \| + 3 s \| \| 3e \| Emma Johansson \| Suède \| Wiggle High5 \| + 13 s \| \| 4e \| Elisa Longo Borghini \| Italie \| Wiggle High5 \| + 1 min 04 s \| \| 5e \| Anna van der Breggen \| Pays-Bas \| Rabo Liv Women \| + 1 min 07 s \| \| 6e \| Megan Guarnier \| États-Unis \| Boels Dolmans \| + 1 min 07 s \| \| 7e \| Annemiek van Vleuten \| Pays-Bas \| Orica-AIS \| + 1 min 13 s \| \| 8e \| Claudia Lichtenberg \| Allemagne \| Lotto Soudal Ladies \| + 1 min 17 s \| \| 9e \| Lauren Kitchen \| Australie \| Hitec Products \| + 1 min 17 s \| \| 10e \| Leah Kirchmann \| Canada \| Liv-Plantur \| + 1 min 21 s \| |                      |             |                     |                 |
| |                      |             |                     |                 |
| Source : Cycling Quotient |                      |             |                     |                 |
| Classement général |                      |             |                     |                 |
| Coureuse | Coureuse             | Pays        | Équipe              | Temps           |
| 1re | Lizzie Armitstead    | Royaume-Uni | Boels Dolmans       | 3 h 30 min 13 s |
| 2e | Katarzyna Niewiadoma | Pologne     | Rabo Liv Women      | + 3 s           |
| 3e | Emma Johansson       | Suède       | Wiggle High5        | + 13 s          |
| 4e | Elisa Longo Borghini | Italie      | Wiggle High5        | + 1 min 04 s    |
| 5e | Anna van der Breggen | Pays-Bas    | Rabo Liv Women      | + 1 min 07 s    |
| 6e | Megan Guarnier       | États-Unis  | Boels Dolmans       | + 1 min 07 s    |
| 7e | Annemiek van Vleuten | Pays-Bas    | Orica-AIS           | + 1 min 13 s    |
| 8e | Claudia Lichtenberg  | Allemagne   | Lotto Soudal Ladies | + 1 min 17 s    |
| 9e | Lauren Kitchen       | Australie   | Hitec Products      | + 1 min 17 s    |
| 10e | Leah Kirchmann       | Canada      | Liv-Plantur         | + 1 min 21 s    |

### UCI World Tour
| Position           | 1er | 2e  | 3e | 4e | 5e | 6e | 7e | 8e | 9e | 10e | 11e | 12e | 13e | 14e | 15e | 16e | 17e | 18e | 19e | 20e |
| Classement général | 120 | 100 | 85 | 70 | 60 | 50 | 40 | 35 | 30 | 25  | 20  | 18  | 16  | 14  | 12  | 10  | 8   | 6   | 4   | 2   |

## Liste des participantes
| Légende | Légende                                                                    | Légende | Légende                                                    |
| ------- | -------------------------------------------------------------------------- | ------- | ---------------------------------------------------------- |
| Num     | Dossard de départ porté par le coureur sur ces Strade Bianche              | Pos     | Position à l'arrivée de la course                          |
|         | Indique un maillot de champion national ou mondial, suivi de sa spécialité | NP      | Indique un coureur qui n'a pas pris le départ de la course |
| AB      | Indique un coureur qui n'a pas terminé la course                           | HD      | Indique un coureur qui a terminé la course hors des délais |

| Boels Dolmans DLT | Boels Dolmans DLT                  | Boels Dolmans DLT |
| ----------------- | ---------------------------------- | ----------------- |
| Num               | Coureur                            | Pos               |
| 1                 | Megan Guarnier (USA) (route)       | 6e                |
| 2                 | Elizabeth Armitstead (GBR) (route) | 1re               |
| 3                 | Nikki Harris (GBR)                 | 23e               |
| 4                 | Romy Kasper (GER)                  | AB                |
| 5                 | Christine Majerus (LUX) (route)    | 18e               |
| 6                 | Karol-Ann Canuel (CAN)             | 35e               |

| Alé Cipollini ALE | Alé Cipollini ALE              | Alé Cipollini ALE |
| ----------------- | ------------------------------ | ----------------- |
| Num               | Coureur                        | Pos               |
| 11                | Marta Bastianelli (ITA)        | 24e               |
| 12                | Emilia Fahlin (SWE)            | HD                |
| 13                | Małgorzata Jasińska (POL)      | 13e               |
| 14                | Ane Santesteban Gonzalez (ESP) | AB                |
| 15                | Marta Tagliaferro (ITA)        | AB                |
| 16                | Anna Trevisi (ITA)             | AB                |

| Aromitalia Vaiano VAI | Aromitalia Vaiano VAI | Aromitalia Vaiano VAI |
| --------------------- | --------------------- | --------------------- |
| Num                   | Coureur               | Pos                   |
| 21                    | Monia Baccaille (ITA) | AB                    |
| 22                    | Alessia Bulleri (ITA) | AB                    |
| 23                    | Elena Franchi (ITA)   | 57e                   |
| 24                    | Rasa Leleivytė (LTU)  | 31e                   |
| 25                    | Alessia Martini (ITA) | AB                    |
| 26                    | Nicole Nesti (ITA)    | AB                    |

| Astana Women's ASA | Astana Women's ASA                 | Astana Women's ASA |
| ------------------ | ---------------------------------- | ------------------ |
| Num                | Coureur                            | Pos                |
| 31                 | Kseniia Dobrynina (RUS)            | AB                 |
| 32                 | Sofia Beggin (ITA)                 | 32e                |
| 33                 | Ingrid Drexel (MEX)                | 46e                |
| 34                 | Arianna Fidanza (ITA)              | 38e                |
| 35                 | Carolina Rodriguez Gutierrez (MEX) | AB                 |
| 36                 | Svetlana Vasilieva (RUS)           | AB                 |

| Bepink BPK | Bepink BPK              | Bepink BPK |
| ---------- | ----------------------- | ---------- |
| Num        | Coureur                 | Pos        |
| 41         | Lex Albrecht (CAN)      | AB         |
| 42         | Kseniya Tuhai (BLR)     | HD         |
| 43         | Simona Bortolotti (ITA) | AB         |
| 44         | Tereza Medvedova (SVK)  | AB         |
| 45         | Lenore Pipes (GUM)      | AB         |
| 46         | Ilaria Sanguineti (ITA) | AB         |

| BTC City Ljubljana BTC | BTC City Ljubljana BTC        | BTC City Ljubljana BTC |
| ---------------------- | ----------------------------- | ---------------------- |
| Num                    | Coureur                       | Pos                    |
| 51                     | Eugenia Bujak (POL) (route)   | HD                     |
| 52                     | Polona Batagelj (SLO) (route) | 40e                    |
| 53                     | Anja Plichta (SLO)            | HD                     |
| 54                     | Mia Radotic (CRO) (route)     | AB                     |
| 55                     | Ursa Pintar (SLO)             | AB                     |
| 56                     | Spela Kern (SLO)              | AB                     |

| Canyon-SRAM Racing LPR | Canyon-SRAM Racing LPR         | Canyon-SRAM Racing LPR |
| ---------------------- | ------------------------------ | ---------------------- |
| Num                    | Coureur                        | Pos                    |
| 61                     | Alena Amialiusik (BLR) (route) | 39e                    |
| 62                     | Lisa Brennauer (GER)           | AB                     |
| 63                     | Tiffany Cromwell (AUS )        | 20e                    |
| 65                     | Alexis Ryan (USA )             | 43e                    |
| 66                     | Trixi Worrack (GER) (route)    | 33e                    |

| Cervélo Bigla CBT | Cervélo Bigla CBT                | Cervélo Bigla CBT |
| ----------------- | -------------------------------- | ----------------- |
| Num               | Coureur                          | Pos               |
| 71                | Clara Koppenburg (GER)           | AB                |
| 72                | Lotta Lepistö (FIN) (route)      | 36e               |
| 73                | Ashleigh Moolman-Pasio (RSA)     | HD                |
| 74                | Joëlle Numainville (CAN) (route) | 37e               |
| 75                | Gabrielle Pilote-Fortin (CAN)    | AB                |
| 76                | Carmen Small (USA)               | 22e               |

| Cylance CPC | Cylance CPC                   | Cylance CPC |
| ----------- | ----------------------------- | ----------- |
| Num         | Coureur                       | Pos         |
| 81          | Valentina Scandolara (ITA )   | AB          |
| 82          | Kristabel Doebel-Hickok (USA) | AB          |
| 83          | Sheyla Gutierrez Ruiz (ESP)   | 44e         |
| 84          | Shelley Olds (USA)            | 17e         |
| 85          | Rossella Ratto (ITA )         | 25e         |
| 86          | Rachele Barbieri (ITA )       | AB          |

| Hitec Products HPU | Hitec Products HPU            | Hitec Products HPU |
| ------------------ | ----------------------------- | ------------------ |
| Num                | Coureur                       | Pos                |
| 91                 | Miriam Bjornsrud (NOR)        | 52e                |
| 92                 | Janicke Gunvaldsen (NOR)      | AB                 |
| 96                 | Julie Leth ( NOR)             | 56e                |
| 94                 | Cecilie Gotaas Johnsen ( NOR) | 55e                |
| 95                 | Lauren Kitchen ( AUS)         | 9e                 |
| 96                 | Thea Thorsen (NOR)            | AB                 |

| Inpa Bianchi ISG | Inpa Bianchi ISG               | Inpa Bianchi ISG |
| ---------------- | ------------------------------ | ---------------- |
| Num              | Coureur                        | Pos              |
| 101              | Ann Bethany Allen (USA)        | AB               |
| 102              | Michela Pavin (ITA)            | AB               |
| 103              | Sara Olsson (SWE)              | AB               |
| 104              | Anna Zita Maria Stricker (ITA) | HD               |
| 105              | Ana Maria Covrig (ROM)         | HD               |
| 106              | Lara Vieceli (ITA)             | AB               |

| Lensworld-Zannata-Etixx LZE | Lensworld-Zannata-Etixx LZE | Lensworld-Zannata-Etixx LZE |
| --------------------------- | --------------------------- | --------------------------- |
| Num                         | Coureur                     | Pos                         |
| 112                         | Oxana Kozonchuk (RUS)       | AB                          |
| 114                         | Flávia Oliveira (BRA)       | 21e                         |
| 115                         | Maaike Polspoel (BEL)       | AB                          |
| 116                         | Kaat Van Der Meulen (BEL)   | AB                          |

| Lotto Soudal LBL | Lotto Soudal LBL          | Lotto Soudal LBL |
| ---------------- | ------------------------- | ---------------- |
| Num              | Coureur                   | Pos              |
| 121              | Jessie Daams (BEL)        | HD               |
| 122              | Lieselot Decroix (BEL)    | AB               |
| 123              | Sofie De Vuyst (BEL)      | AB               |
| 124              | Claudia Lichtenberg (GER) | 8e               |
| 125              | Anisha Vekemans (BEL)     | 54e              |
| 126              | Susanna Zorzi (ITA)       | AB               |

| Orica-AIS OGE | Orica-AIS OGE              | Orica-AIS OGE |
| ------------- | -------------------------- | ------------- |
| Num           | Coureur                    | Pos           |
| 131           | Gracie Elvin (AUS)         | 34e           |
| 132           | Rachel Neylan (AUS)        | 51e           |
| 133           | Amanda Spratt (AUS)        | 16e           |
| 134           | Annemiek Van Vleuten (NED) | 7e            |
| 135           | Tayler Wiles (USA)         | 30e           |
| 136           | Lizzie Williams (AUS)      | 26e           |

| Parkhotel Valkenburg PHV | Parkhotel Valkenburg PHV   | Parkhotel Valkenburg PHV |
| ------------------------ | -------------------------- | ------------------------ |
| Num                      | Coureur                    | Pos                      |
| 141                      | Eva Buurman (NED)          | HD                       |
| 142                      | Jermaine Post (NED)        | 49e                      |
| 143                      | Ilona Hoeksma (NED)        | HD                       |
| 145                      | Pauliena Rooijakkers (NED) | AB                       |
| 146                      | Jip van den Bos (NED)      | HD                       |

| Poitou Charentes Futuroscope 86 FUT | Poitou Charentes Futuroscope 86 FUT | Poitou Charentes Futuroscope 86 FUT |
| ----------------------------------- | ----------------------------------- | ----------------------------------- |
| Num                                 | Coureur                             | Pos                                 |
| 151                                 | Amélie Rivat (FRA)                  | 47e                                 |
| 152                                 | Charlotte Bravard (FRA)             | 50e                                 |
| 153                                 | Annabelle Dreville (FRA)            | AB                                  |
| 154                                 | Séverine Eraud (FRA)                | AB                                  |
| 155                                 | Greta Richioud (FRA)                | AB                                  |
| 156                                 | Eugénie Duval (FRA)                 | 48e                                 |

| Rabo Liv Women RBW | Rabo Liv Women RBW                   | Rabo Liv Women RBW |
| ------------------ | ------------------------------------ | ------------------ |
| Num                | Coureur                              | Pos                |
| 161                | Lucinda Brand (NED) (route)          | 42e                |
| 162                | Pauline Ferrand-Prévot (FRA) (route) | 11e                |
| 163                | Shara Gillow (AUS)                   | 15e                |
| 164                | Roxane Knetemann (NED)               | 19e                |
| 165                | Katarzyna Niewiadoma (POL)           | 2e                 |
| 166                | Anna van der Breggen (NED)           | 5e                 |

| SC Michela Fanini Rox MIC | SC Michela Fanini Rox MIC | SC Michela Fanini Rox MIC |
| ------------------------- | ------------------------- | ------------------------- |
| Num                       | Coureur                   | Pos                       |
| 171                       | Michela Balducci (ITA)    | AB                        |
| 172                       | Monika Kiraly (HUN)       | AB                        |
| 173                       | Laura Lozano (COL)        | AB                        |
| 174                       | Nina Gulino (ITA)         | AB                        |
| 175                       | Edwige Pitel (FRA)        | 29e                       |
| 176                       | Sari Saarelainen (FIN)    | AB                        |

| Servetto Footon SEF | Servetto Footon SEF  | Servetto Footon SEF |
| ------------------- | -------------------- | ------------------- |
| Num                 | Coureur              | Pos                 |
| 181                 | Nicole Brandli (SUI) | AB                  |
| 182                 | Lija Laizane (LAT)   | AB                  |
| 183                 | Jolanda Neff (SUI)   | 12e                 |
| 184                 | Anna Potokina (RUS)  | AB                  |
| 185                 | Katia Ragusa (ITA)   | HD                  |
| 186                 | Jessie Walker (GBR)  | AB                  |

| Liv-Plantur TLP | Liv-Plantur TLP       | Liv-Plantur TLP |
| --------------- | --------------------- | --------------- |
| Num             | Coureur               | Pos             |
| 191             | Leah Kirchmann (CAN)  | 10e             |
| 192             | Riejanne Markus (NED) | AB              |
| 193             | Sara Mustonen (SWE)   | AB              |
| 194             | Rozanne Slik (NED)    | 41e             |
| 195             | Carlee Taylor (AUS)   | AB              |
| 196             | Molly Weaver (GBR)    | HB              |

| Tibco-SVB TIB | Tibco-SVB TIB         | Tibco-SVB TIB |
| ------------- | --------------------- | ------------- |
| Num           | Coureur               | Pos           |
| 201           | Lauren Komanski (USA) | 27e           |
| 202           | Emily Colins (USA)    | HD            |
| 203           | Lauren Hall (USA)     | AB            |
| 204           | Kendall Ryan (USA)    | AB            |
| 205           | Lauren Stephens (USA) | 28e           |
| 206           | Brianna Walle (USA)   | 53e           |

| Top Girls Fassa Bortolo TOG | Top Girls Fassa Bortolo TOG | Top Girls Fassa Bortolo TOG |
| --------------------------- | --------------------------- | --------------------------- |
| Num                         | Coureur                     | Pos                         |
| 211                         | Irene Bitto (ITA)           | 59e                         |
| 212                         | Nicole Dal Santo (ITA)      | AB                          |
| 213                         | Nadia Quagliotto (ITA)      | AB                          |
| 214                         | Elena Leonardi (ITA)        | AB                          |
| 215                         | Asja Paladin (ITA)          | AB                          |
| 216                         | Soraya Paladin (ITA)        | 58e                         |

| Wiggle High5 WHT | Wiggle High5 WHT              | Wiggle High5 WHT |
| ---------------- | ----------------------------- | ---------------- |
| Num              | Coureur                       | Pos              |
| 221              | Elisa Longo Borghini (ITA )   | 4e               |
| 222              | Giorgia Bronzini (ITA)        | HD               |
| 223              | Mayuko Hagiwara (JPN) (route) | AB               |
| 224              | Amy Pieters (NED)             | 45e              |
| 225              | Emma Johansson (SWE) (route)  | 3e               |
| 226              | Danielle King (GBR)           | 14e              |

Source,.